# Black Panther: Wakanda Forever
Black Panther: Wakanda Forever è un film del 2022 co-scritto e diretto da Ryan Coogler.
Basato sul personaggio di Pantera Nera di Marvel Comics, è il 30º film del Marvel Cinematic Universe (MCU) e l'ultimo della cosiddetta "Fase Quattro", nonché sequel del film Black Panther (2018).
Ha come protagonisti Letitia Wright, Lupita Nyong'o, Danai Gurira, Winston Duke, Florence Kasumba, Dominique Thorne, Michaela Coel, Mabel Cadena, Tenoch Huerta, Martin Freeman, Julia Louis-Dreyfus e Angela Bassett. Nel film, il Wakanda deve combattere per proteggere la propria nazione dopo la morte di re T'Challa.
Il film è stato candidato a diversi premi cinematografici, tra i quali cinque Oscar 2023, vincendo l'Oscar ai migliori costumi.

## Trama
T'Challa, re del Wakanda, è morto per una grave malattia che sua sorella Shuri ha provato a curare ricreando sinteticamente "l'erba a forma di cuore", che era stata distrutta da Erik Killmonger, ma senza successo.
Un anno dopo, il Wakanda subisce pressioni da parte di altre nazioni per condividere il proprio vibranio, con alcuni stati che hanno provato a rubarlo con la forza. Ramonda, la regina madre, implora Shuri di continuare la sua ricerca sull'erba a forma di cuore, sperando di creare così una nuova Pantera Nera che possa difendere il Wakanda, ma lei rifiuta perché crede che la Pantera Nera sia ormai una figura relegata al passato. La caccia al vibranio ha portato la CIA a utilizzare una nuova macchina di rilevamento del vibranio, per trovare quello che pensano sia un deposito sottomarino di vibranio. L'intera squadra di ricerca viene attaccata e uccisa da Namor e dalla sua gente dalla pelle blu che respira acqua, ma la CIA crede che il responsabile dell'attacco sia proprio il Wakanda. Namor va da Ramonda e Shuri, aggirando facilmente l'avanzata sicurezza del Wakanda, chiedendo loro di trovare e consegnargli lo scienziato creatore della macchina di rilevamento del vibranio, altrimenti attaccherà il Wakanda.
Shuri e Okoye, con l'aiuto del loro amico agente della CIA Everett Ross, si recano a Boston per incontrare lo scienziato responsabile: una giovane studentessa del MIT di nome Riri Williams. Il gruppo viene inseguito dall'FBI e poi dai guerrieri di Namor, che sconfiggono Okoye e portano Shuri e Riri sott'acqua per incontrare Namor. Ramonda priva Okoye del suo dovere di Dora Milaje e cerca Nakia, trasferitasi ad Haiti, per chiederle aiuto a trovare Shuri e Riri. Shuri incontra Namor, che le mostra il suo regno sottomarino di Talokan, che ha protetto per secoli ed è ricco di vibranio. Astioso verso il mondo in superficie che lo ha respinto, Namor aspira a un'alleanza con il Wakanda contro il resto del mondo, ma promette di distruggere prima lo stesso Wakanda se rifiutano di allearsi. Nakia aiuta Shuri e Riri a fuggire, e Namor si vendica con un attacco contro la capitale del Wakanda, durante il quale Ramonda muore annegata salvando Riri. Namor promette di tornare dopo una settimana con tutto il suo esercito; nel frattempo Ross viene arrestato dalla sua ex-moglie Valentina Allegra de Fontaine, neo-direttrice della CIA, per aver passato informazioni riservate ai Wakandiani. Shuri, usando un residuo dell'erba che ha dato alla gente di Namor le loro abilità subacquee, riesce a ricostruire sinteticamente l'erba a forma di cuore. Shuri ingerisce l'erba per diventare la nuova Black Panther e, dopo aver incontrato Killmonger nel Piano Ancestrale, viene accettata dalle altre tribù.
Nonostante il suggerimento di M'Baku di trattare per ottenere la pace, Shuri è determinata a vendicarsi per la morte della madre e ordina un immediato contrattacco contro Namor. I wakandiani usano la nave Sea Leopard per tendere una trappola, attirando Namor e i suoi guerrieri in superficie, e ne consegue una battaglia. Shuri separa Namor dal resto del suo popolo, con l'intenzione di prosciugarlo e indebolirlo. I due si schiantano su una spiaggia deserta e ne segue uno scontro in cui Shuri viene pugnalata gravemente; usando il motore del Royal Talon Fighter, Shuri dà fuoco a Namor e riesce a soggiogarlo, decidendo però di risparmiargli la vita e offrirgli un'alleanza per tenere al sicuro il suo popolo, ricordando la misericordia mostrata da suo fratello T'Challa. Namor accetta, rendendosi conto che il loro desiderio di vendetta non dovrebbe influenzare i loro popoli e la battaglia finisce. La cugina di Namor, Namora, è sconvolta dal fatto che Namor abbia ceduto a Shuri, ma lui la rassicura dicendo che l'empatia di Shuri per la loro gente può tornare utile e che il Wakanda ha bisogno di loro perché non ha altri alleati. Ormai al sicuro, Riri torna a Boston, lasciando nel Wakanda la sua armatura di Ironheart, mentre Okoye fa evadere Ross durante il suo trasferimento dalla prigione federale. Shuri fa visita a Nakia ad Haiti dove brucia la sua veste cerimoniale funebre come voleva sua madre.
Nella scena durante i titoli di coda, Shuri viene a sapere che Nakia e T'Challa hanno avuto un figlio che Nakia ha allevato in segreto, Toussaint, ma in realtà il suo vero nome wakandiano è proprio T'Challa.

## Personaggi
- Shuri / Black Panther, interpretata da Letitia Wright: la principessa del Wakanda che progetta nuove tecnologie per la nazione.[4] Dopo la morte nell'agosto 2020 di Chadwick Boseman, che ha recitato nel primo film come T'Challa / Black Panther, a Shuri è stato assegnato un ruolo più importante in questo film, diventando la nuova Black Panther.[5][6]
- Nakia, interpretata da Lupita Nyong'o: una spia sotto copertura per il Wakanda, proveniente dalla tribù del fiume.[5]
- Okoye, interpretata da Danai Gurira: il capitano delle Dora Milaje, le forze speciali del Wakanda.[7]
- M'Baku, interpretato da Winston Duke: un potente guerriero che è il capo della tribù di montagna del Wakanda, i Jabari.[5]
- Ayo, interpretata da Florence Kasumba: un membro e la seconda in comando delle Dora Milaje.[8]
- Riri Williams / Ironheart, interpretata da Dominique Thorne: un geniale inventore che ha creato un'armatura che rivaleggia con quella costruita da Tony Stark / Iron Man.[9][10]
- Aneka, interpretata da Michaela Coel: una guerriera wakandiana.[11]
- Namora, interpretata da Mabel Cadena: la cugina di Namor.[12]
- K'uk'ulkan / Namor, interpretato da Tenoch Huerta: il re di una razza di abitanti di Talokan. Huerta ha imparato una lingua Maya per il ruolo.[13][14]
- Everett Ross, interpretato da Martin Freeman: un agente della CIA.[15]
- Valentina Allegra de Fontaine, interpretata da Julia Louis-Dreyfus: la nuova direttrice della CIA ed ex moglie di Ross.[16]
- Ramonda, interpretata da Angela Bassett: la regina madre del Wakanda che è in lutto per la morte di suo figlio T'Challa.[5]

Inoltre Isaach De Bankolé, Danny Sapani e Dorothy Steel riprendono i loro ruoli dal primo film, con quest'ultima alla sua ultima apparizione sullo schermo dopo la sua morte nell'ottobre 2021. Alex Livinalli appare come Attuma, mentre María Mercedes Coroy interpreta la madre di Namor. Lake Bell interpreta la dottoressa Graham, Michael B. Jordan appare come Erik "Killmonger" Stevens, riprendendo il ruolo dal primo film, e Trevor Noah torna a dare la voce a Griot, intelligenza artificiale creata da Shuri. Fanno parte del cast anche Kamaru Usman e Richard Schiff. Chadwick Boseman appare alla fine della pellicola tramite filmati d'archivio presi dai precedenti film MCU.

## Produzione

### Sviluppo
La realizzazione della pellicola è stata annunciata nell'ottobre 2018, quando Ryan Coogler ha firmato un accordo come regista del sequel di Black Panther, e il mese successivo è stato confermato il ritorno di Letitia Wright nel ruolo di Shuri. Nel luglio 2019 anche Danai Gurira ha dichiarato che avrebbe ripreso il ruolo di Okoye, e nello stesso mese, al San Diego Comic-Con, Kevin Feige ha confermato che il sequel era in sviluppo. Il mese seguente anche Martin Freeman ha confermato il suo ritorno come Everett Ross, e sempre ad agosto, al D23 Expo, è stato dato al film il titolo provvisorio di Black Panther II, mentre alla fine del 2019 la costumista di Black Panther Ruth E. Carter ha dichiarato che avrebbe lavorato anche al sequel.

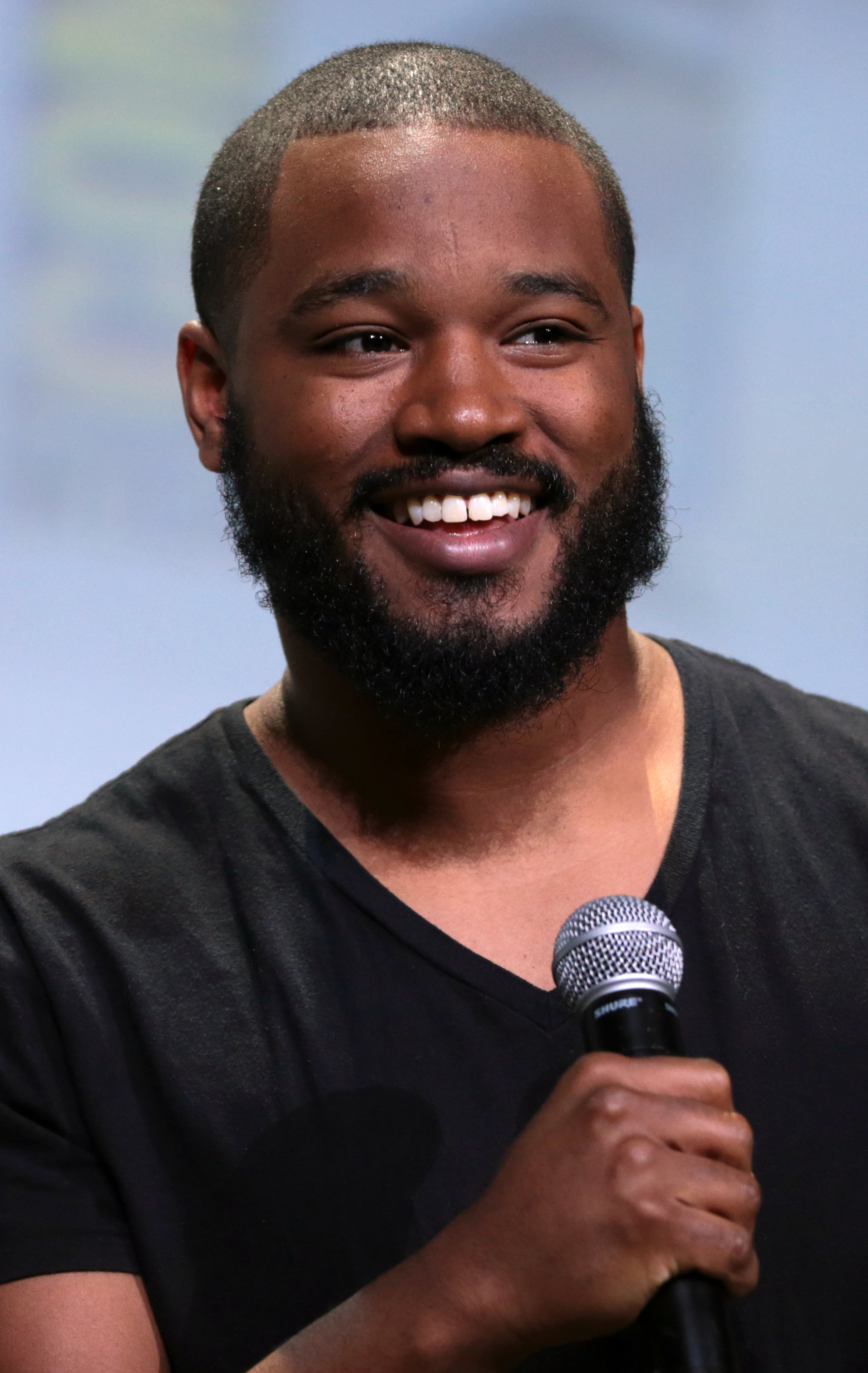
Il regista Ryan Coogler al San Diego Comic-Con International 2016

### Pre-produzione
Nel novembre 2020 sono stati annunciati nel cast Lupita Nyong'o, Winston Duke e Angela Bassett, che riprendono i loro precedenti ruoli di Nakia, M'Baku e Ramonda, mentre nel maggio 2021 è stato rivelato che il titolo ufficiale del film sarebbe stato Black Panther: Wakanda Forever.

### Riprese
Le riprese principali sono iniziate il 29 giugno 2021 ad Atlanta e sono terminate il 24 marzo 2022 a Porto Rico. Nel luglio 2021 Michaela Coel è entrata a far parte del cast in un ruolo non definito, mentre il mese successivo Dominique Thorne è stata annunciata nel ruolo di Riri Williams / Ironheart. Il budget del film è stato di 250 milioni di dollari.

### Post-produzione
Autumn Durald è il direttore della fotografia. Nel giugno 2022 Tenoch Huerta ha confermato che sarebbe apparso nel film, e il mese successivo, al San Diego Comic-Con, è stato annunciato che avrebbe interpretato K'uk'ulkan / Namor. Sempre al Comic-Con sono stati rivelati i ruoli di Coel, Mabel Cadena e Alex Livinalli, rispettivamente come Aneka, Namora e Attuma, ed è stato anche confermato il ritorno di Florence Kasumba nel ruolo di Ayo.

## Colonna sonora
Le musiche del film sono state composte da Ludwig Göransson, già compositore della colonna sonora del film del 2018. Il 28 ottobre 2022 è stato pubblicato il primo estratto dalla colonna sonora, Lift Me Up, interpretato dalla cantante Rihanna e scritto da Göransson, Ryan Coogler, Muni Long e Tems. L'album, Black Panther: Wakanda Forever - Music from and Inspired By, è stato pubblicato da Hollywood Records, Roc Nation e Def Jam Recordings il 4 novembre 2022.

## Promozione
Il primo teaser trailer è stato distribuito online il 24 luglio 2022, mentre il trailer e il poster ufficiale sono stati pubblicati il 3 ottobre successivo.
Il 4 novembre 2022, sulla piattaforma Disney+, sono stati pubblicati tre episodi di Marvel Studios: Legends, dedicati rispettivamente a T'Challa, Shuri e alle Dora Milaje.

## Distribuzione

### Data di uscita
Inizialmente previsto prima il 6 maggio 2022 e poi l'8 luglio, il film è uscito nelle sale cinematografiche italiane il 9 novembre 2022, mentre in quelle statunitensi l'11 novembre.

### Edizione italiana
La direzione del doppiaggio e i dialoghi italiani sono stati curati da Marco Guadagno e Philippe Morville.

### Edizioni home video
Il film è disponibile sulla piattaforma Disney+ dal 1º febbraio 2023, e in DVD, Blu-ray e 4K Ultra HD dal 7 febbraio.

## Accoglienza

### Incassi
Black Panther: Wakanda Forever ha incassato 453829060 $ in Nord America e 405379776 $ nel resto del mondo, per un incasso complessivo di 859208836 $, a fronte di un budget di produzione di $250 milioni.
Globalmente il film ha esordito con 331,7 milioni di dollari nei primi cinque giorni; inoltre è il sesto maggior incasso mondiale del 2022 e il terzo maggior incasso nel Nord America del 2022.

#### Nord America
Il film ha incassato $28 milioni nelle anteprime del giovedì, mentre nel primo giorno di programmazione ha incassato $84,3 milioni in 4,396 schermi. Nel week-end d'esordio ha ottenuto il primo posto incassando $181,3 milioni, per un totale di $220,7 milioni nella prima settimana. Ha mantenuto il primo posto anche nel secondo week-end incassando $66,5 milioni, nel terzo week-end incassando $45,6 milioni, nel quarto week-end incassando $17,5 milioni, e nel quinto week-end incassando $11,1 milioni, per poi scendere al secondo posto nel sesto week-end incassando $5,4 milioni.

#### Internazionale
Nel resto del mondo, il film ha incassato $10,1 milioni nel giorno di apertura, mentre nei primi cinque giorni ha incassato complessivamente $150,3 milioni, con il Regno Unito che è stato il mercato più redditizio con un incasso di $15 milioni, seguito dalla Francia con $13,7 milioni e dal Messico con $12,8 milioni. In Italia ha incassato 717 mila euro nel primo giorno e €4,1 milioni nei primi cinque giorni, per poi incassare in totale €8,5 milioni.

### Critica
Il film è stato accolto positivamente dalla critica. Sull'aggregatore di recensioni Rotten Tomatoes ha una percentuale di gradimento dell'83%, con un voto medio di 7,1 su 10 basato su 447 recensioni; il consenso critico del sito recita: "Un toccante tributo che fa proseguire in modo soddisfacente il franchise, Black Panther: Wakanda Forever è un trionfo ambizioso ed emotivamente gratificante per il MCU". Su Metacritic ha un punteggio di 67 su 100 basato su 62 recensioni.

## Riconoscimenti
- 2023 – Premio Oscar[3]
  - Migliori costumi a Ruth E. Carter
  - Candidatura alla miglior attrice non protagonista ad Angela Bassett
  - Candidatura al miglior trucco e acconciatura a Camille Friend e Joel Harlow
  - Candidatura alla migliore canzone a Lift Me Up
  - Candidatura ai migliori effetti speciali a Geoffrey Baumann, Craig Hammack, R. Christopher White e Dan Sudick
- 2023 – Golden Globe[77]
  - Migliore attrice non protagonista ad Angela Bassett
  - Candidatura alla migliore canzone originale a Lift Me Up
- 2023 – Premio BAFTA[78]
  - Candidatura alla migliore attrice non protagonista ad Angela Bassett
- 2023 – Critics' Choice Awards[79]
  - Miglior attrice non protagonista ad Angela Bassett
  - Migliori costumi a Ruth E. Carter
  - Candidatura alla migliore canzone originale a Lift Me Up
  - Candidatura alla migliore scenografia a Hannah Beachler
  - Candidatura ai migliori effetti speciali

- 2024 – Grammy Award[80]
  - Candidatura per la miglior raccolta di colonna sonora per i media visivi
  - Candidatura per la miglior canzone scritta per i media visivi a Lift Me Up
  - Candidatura per la miglior colonna sonora per i media visivi a Ludwig Göransson
- 2023 – MTV Movie & TV Awards[81]
  - Candidatura al miglior film
  - Candidatura al miglior cast
  - Candidatura alla miglior canzone a Lift Me Up
- 2024 – Saturn Award[82]
  - Candidatura al miglior film di supereroi
  - Candidatura alla miglior attrice non protagonista ad Angela Bassett
  - Candidatura ai migliori costumi a Ruth E. Carter
- 2023 – Screen Actors Guild Award[83]
  - Candidatura alla miglior attrice non protagonista ad Angela Bassett
  - Candidatura alle migliori controfigure cinematografiche

## Altri media
Nel febbraio 2021 è stato rivelato che era in sviluppo con Ryan Coogler una serie televisiva ambientata nel Wakanda, mentre nel maggio successivo Danai Gurira ha firmato un accordo per riprendere il suo ruolo di Okoye. La serie animata, intitolata Eyes of Wakanda, uscirà nel 2024 su Disney+, ed è stata annunciata anche la serie televisiva Ironheart, con Dominique Thorne che riprende il ruolo della protagonista Riri Williams / Ironheart.

## Sequel
Nel novembre 2022, è stato rivelato che Coogler e Feige hanno discusso di un potenziale terzo film su Black Panther. Nel gennaio 2023, Wright credeva che si stesse prendendo in considerazione lo sviluppo di un terzo film, osservando che il cast e Coogler avevano bisogno di "un po' di pausa... per riorganizzarsi" prima di iniziare a lavorare su un terzo film. A novembre 2024, Coogler aveva discusso con Denzel Washington della possibilità di affidargli un ruolo in un terzo film. Il mese successivo, Moore ha annunciato l'intenzione di lasciare il suo incarico presso i Marvel Studios nel marzo 2025 per concentrarsi su progetti di produzione al di fuori dello studio. Tuttavia, ha confermato che sarebbe tornato a collaborare con i Marvel Studios per la produzione di Black Panther 3.